# 피닉스 로드러너스 (WHA)
| 피닉스 로드러너스  |                                     |
| 디비전             | 웨스트 디비전 (1974년~1977년)       |
| 설립연도           | 1974년                              |
| 해체연도           | 1977년                              |
| 역사               | 피닉스 로드러너스 (1974년~1977년)   |
| 경기장             | 애리조나 베터런스 메모리얼 콜리시엄 |
| 연고지             | 애리조나주 피닉스                   |
| 상징색             | 파랑, 노랑                          |
| 구단주             | -                                   |
| 단장               | -                                   |
| 감독               | -                                   |
| 애브코 월드 트로피 | -                                   |
| 시즌 우승          | -                                   |
| 디비전 우승        | -                                   |
| 영구 결번          | -                                   |

피닉스 로드러너스(Phoenix Roadrunners)는 1974년부터 1977년까지 애리조나주 피닉스를 연고지로 하는 WHA 소속 아이스 하키팀이다.

## 역대 홈경기장
| 경기장                              | 사용기간      | 수용인원 | 장소              | 비고 |
| ----------------------------------- | ------------- | -------- | ----------------- | ---- |
| 피닉스 로드러너스                   |               |          |                   |      |
| 애리조나 베터런스 메모리얼 콜리시엄 | 1974년~1977년 | 13,730명 | 애리조나주 피닉스 | 빈칸 |